# Poarta lui Traian
Poarta lui Traian (în bulgară Траянови врата) este un pas montan, situat în apropiere de Ihtiman, în Bulgaria. A fost numit astfel după împăratul roman Traian, care a ordonat aici construirea unei cetăți cu numele de Stipon, pe un deal ce marca granița dintre provinciile romane Tracia și Macedonia.
Pasul este în primul rând cunoscut pentru bătălia medievală majoră care a avut în aceste locuri pe 17 august 986, în care forțele împăratului bizantin Vasile al II-lea au fost înfrânte de către țarul Samuil al Bulgariei, astfel fiind oprită o campanie bizantină în ținuturile bulgarilor.